# Theodor Joedicke
Theodor Philipp Hermann Walther Joedicke (* 11. Dezember 1899 in Neuenmarkt, Oberfranken; † 2. Januar 1996 in Kronberg im Taunus) war ein deutscher Arzt und Sanitätsoffizier. Als Generalstabsarzt war er der erste Inspekteur des Sanitäts- und Gesundheitswesens der Bundeswehr.

## Biografie
Joedicke besuchte 1906–1909 die Volksschule in Neuenmarkt, anschließend ein Humanistisches Gymnasium, wo er am 14. Juli 1918 das Abitur ablegte. 1919–1923 studierte er an der Friedrich-Alexander-Universität Erlangen und der Ludwig-Maximilians-Universität München Medizin. Die Approbation erhielt er am 22. Dezember 1924. Er wurde am 15. Januar 1925 zum Dr. med. promoviert.  Facharzt für Chirurgie wurde er 1936.
Parallel dazu verlief seine militärische Ausbildung. Joedicke trat am 11. Juni 1917 in die Bayerische Armee ein und blieb bis zum 19. September 1919 beim Bayerischen Infanterieregiment Passau. Dort wurde er erst zum Fahnenjunker (29. September 1917), dann zum Unteroffizier (7. August 1918) und schließlich zum Fähnrich ohne Patent (20. September 1918) befördert.
Am 30. August 1925 trat Joedicke als Truppenarzt in die Reichswehr ein und wurde im Standortlazarett München eingesetzt. Diese Funktion übte er bis zum 30. September 1928 aus. Vom 1. Oktober 1928 wurde er zur fachlichen Weiterbildung an die Chirurgische Universitätsklinik Erlangen abkommandiert, wo er bis zum Jahresende 1928 blieb. Im Anschluss daran wurde er Sanitätsoffizier, erst beim Wehrkreis VII München (1. Januar 1929 bis 31. Dezember 1931), dann beim Gruppenkommando 2 Kassel. Seine Ausbildung zum Facharzt für Chirurgie setzte er am 1. Mai 1933 an der Chirurgischen Universitätsklinik Hamburg fort und beendete sie am 30. April 1936 erfolgreich. Nach seiner Facharztausbildung war Joedicke erst Leitender Arzt der Chirurgischen Abteilung im Standortlazarett Nürnberg (1. Mai 1936 bis 25. August 1939), bis zum 30. November 1939 Referent für Reservelazarette beim Wehrkreis XIII (Nürnberg), dann Chef der Sanitätskompanie 2/188 der 188. Gebirgs-Division (1. Dezember 1939 bis 7. April 1940), Divisionsarzt beim Stab der 7. Infanterie-Division (8. April 1940 bis 22. September 1942), schließlich Erster Generalstabsoffizier und Heeresgruppenarzt der Heeresgruppe Süd. Am 1. März 1943 wechselte er zum Heeres-Sanitätsinspekteur, war dort bis August 1944 Chef der Organisationsabteilung, dann Chef des Stabes.
Vom 25. Mai 1945 bis zum 13. September 1945 war Joedicke amerikanischer Kriegsgefangener in Augsburg, Seckenheim und Neu-Ulm. Er nahm am 6. März 1946 in Lenggries seine Arbeit als praktischer Arzt wieder auf und war außerdem im dortigen Krankenhaus tätig.
Am 11. Januar 1957 trat Joedicke als Oberstarzt in die Bundeswehr ein und wurde am 24. Juni 1957 zum Berufssoldaten ernannt. Dort war er erst Leiter der Abteilung Sanitätswesen beim Wehrbereichskommando VI und wurde am 24. August 1957 mit Wirkung vom 2. September zum ersten Inspekteur des Sanitäts- und Gesundheitswesens der Bundeswehr ernannt; gleichzeitig wurde er zum Generalarzt befördert. Am 23. Dezember 1958 erfolgte die Beförderung zum Generalstabsarzt.
Joedicke verblieb in dieser Position bis zu seinem Eintritt in den Ruhestand am 30. September 1962.

## Auszeichnungen
- Eisernes Kreuz (1918) II. Klasse[2]
- Verwundetenabzeichen (1918) in Schwarz[2]
- Ehrenzeichen für deutsche Volkspflege am 26. Mai 1940
- Wiederholungsspange zum Eisernen Kreuz II. Klasse im November 1941
- Kriegsverdienstkreuz (1939) II. und I. Klasse mit Schwertern
- Medaille Winterschlacht im Osten 1941/42 am 19. Februar 1943
- Orden der Krone von Rumänien, Komtur im März 1943
- Orden der Heiligen Krone, Kommandeurkreuz am 23. Juni 1962
- Paracelsus-Medaille der Deutschen Ärzteschaft (1962)